# Ewa Jastrzębska
Ewa Jastrzębska (ur. 7 marca 1960 w Łomży) – polska producentka filmowa i kierowniczka produkcji filmów. Jest członkinią Polskiej Akademii Filmowej, a także Dyrektorką ds. Produkcji w Studiu im. Andrzeja Munka działającym przy SFP.

## Życiorys
W 1986 ukończyła Wyższe Studium Zawodowe Organizacji Produkcji Filmowej i Telewizyjnej PWSFTviT w Łodzi. W 2015 roku otrzymała Brązowy Medal „Zasłużony Kulturze Gloria Artis”. W 1986 roku została asystentką kierownika produkcji filmu Legend of the white horse, co było jej debiutem producenckim w pełnometrażowym filmie fabularnym. W trakcie kariery zawodowej zajmuje się produkcjami filmów pełno- i krótkometrażowych, a wśród nich filmów fabularnych, dokumentalnych, animowanych, dokumentalno-fabularyzowanych, spektaklów telewizji, a także seriali telewizyjnych i etiud szkolnych w PWSFTviT. Od 2008 roku sprawuje opiekę artystyczną nad etiudami szkolnymi studentów Łódzkiej Szkoły Filmowej.
Należy do Stowarzyszenia Filmowców Polskich.

## Filmografia
Wybrana filmografia Ewy Jastrzębskiej na podstawie strony internetowej SFP, a także strony FilmPolski.pl.
| Rok  | Tytuł                                                                           | Funkcja                              | Uwagi                                      |
| ---- | ------------------------------------------------------------------------------- | ------------------------------------ | ------------------------------------------ |
| 1989 | Wiatraki z Ranley                                                               | współpraca produkcyjna               | reżyseria: Juliusz Janicki                 |
| 1994 | Młodość winna być nagła i ostra jak klinga!                                     | kierowniczka produkcji               | reżyseria: Wiktor Skrzynecki               |
| 1995 | „Alarm”. Antoni Słonimski 1895-1976                                             | kierowniczka produkcji               | reżyseria: Wiktor Skrzynecki               |
| 1995 | „Chmury nad nami rozpal w łunę”. Julian Tuwim 1894-1953                         | kierowniczka produkcji               | reżyseria: Wiktor Skrzynecki               |
| 1995 | „Chodźmy kraść na górach ogień. Mniej nie warto” Kazimierz Wierzyński 1894-1969 | kierowniczka produkcji               | reżyseria: Wiktor Skrzynecki               |
| 1995 | „Mapa pogody”. Jarosław Iwaszkiewicz 1894-1980                                  | kierowniczka produkcji               | reżyseria: Wiktor Skrzynecki               |
| 1995 | Szaleńcy, wzrośniem kiedyś kłosami mądrości. Jan Lechoń 1899-1956               | kierowniczka produkcji               | reżyseria: Wiktor Skrzynecki               |
| 1997 | Crazy Horse                                                                     | kierowniczka produkcji               | reżyseria: Ryszard Bugajski                |
| 1998 | Małżowina                                                                       | kierowniczka produkcji               | reżyseria: Wojtek Smarzowski               |
| 2000 | To ja, złodziej                                                                 | organizacja produkcji                | reżyseria: Jacek Bromski                   |
| 2002 | Kto, co i jest w jakim związku?                                                 | kierowniczka produkcji               | reżyseria: Maria Zmarz-Koczanowicz         |
| 2002 | Zamek                                                                           | kierowniczka produkcji               | reżyseria: Jacek Hugo- Bader               |
| 2002 | Kraj urodzenia...                                                               | kierowniczka produkcji               | reżyseria: Jacek Bławut                    |
| 2004 | Wesele                                                                          | kierowniczka produkcji               | reżyseria: Wojtek Smarzowski               |
| 2005 | Kolska                                                                          | kierowniczka produkcji               | reżyseria: Adam Porębowicz                 |
| 2006 | Palimpset                                                                       | kierowniczka produkcji               | reżyseria: Konrad Niewolski                |
| 2006 | Job, czyli ostatnia szara komórka                                               | kierowniczka produkcji               | reżyseria: Konrad Niewolski                |
| 2007 | Wszystko będzie dobrze                                                          | kierowniczka produkcji               | reżyseria: Tomasz Wiszniewski              |
| 2007 | Wino truskawkowe                                                                | kierowniczka produkcji               | reżyseria: Dariusz Jabłoński               |
| 2007 | U Pana Boga w ogródku                                                           | kierowniczka produkcji               | reżyseria: Jacek Bromski i Monika Zalewska |
| 2008 | Jeszcze nie wieczór                                                             | kierowniczka produkcji               | reżyseria: Jacek Bławut                    |
| 2008 | Ile waży koń trojański?                                                         | kierowniczka produkcji               | reżyseria: Juliusz Machulski               |
| 2009 | Ciemnego pokoju nie trzeba się bać                                              | kierowniczka produkcji               | reżyseria: Jakub Czekaj                    |
| 2009 | U Pana Boga za miedzą                                                           | kierowniczka produkcji               | reżyseria: Jacek Bromski                   |
| 2009 | Ostatnia akcja                                                                  | kierowniczka produkcji               | reżyseria: Michał Rogalski                 |
| 2009 | Mniejsze zło                                                                    | kierowniczka produkcji               | reżyseria: Janusz Morgenstern              |
| 2009 | Na północ od Kalabrii                                                           | kierowniczka produkcji               | reżyseria: Marcin Sauter                   |
| 2010 | Projekt dziecko, czyli ojciec potrzebny od zaraz                                | kierowniczka produkcji               | reżyseria: Adam Dobrzycki                  |
| 2011 | Klajmax                                                                         | kierowniczka produkcji               | reżyseria: Grażyna Trela                   |
| 2011 | Uwikłanie                                                                       | kierowniczka produkcji               | reżyseria: Jacek Bromski                   |
| 2011 | Lęk wysokości                                                                   | producentka / kierowniczka produkcji | reżyseria: Bartosz Konopka                 |
| 2012 | Moja Wola                                                                       | producentka                          | reżyseria: Bartosz M. Kowalski             |
| 2012 | Życie stylem dowolnym                                                           | producentka                          | reżyseria: Adam Palenta                    |
| 2012 | Supermarket                                                                     | kierowniczka produkcji               | reżyseria: Maciej Żak                      |
| 2012 | Zasady gry                                                                      | producentka                          | reżyseria: Wojciech Jagiełło               |
| 2012 | Sęp                                                                             | kierowniczka produkcji               | reżyseria: Eugeniusz Korin                 |
| 2012 | Offline                                                                         | producentka                          | reżyseria: Jan P. Matuszyński              |
| 2012 | Dzień kobiet                                                                    | producentka                          | reżyseria: Maria Sadowska                  |
| 2013 | Ze wsi Grunwald                                                                 | producentka                          | reżyseria: Artur Wierzbicki                |
| 2013 | Arena                                                                           | producentka                          | reżyseria: Piotr Bernaś                    |
| 2013 | Częstotliwość drgań                                                             | producentka                          | reżyseria: Arkadiusz Biedrzycki            |
| 2013 | Bilet na Księżyc                                                                | kierowniczka produkcji               | reżyseria: Jacek Bromski                   |
| 2013 | 128. szczur                                                                     | producentka                          | reżyseria: Jakub Pączek                    |
| 2014 | Pocztówki z Republiki Absurdu                                                   | producentka                          | reżyseria: Jan Holoubek                    |
| 2014 | Mur                                                                             | producentka / producentka wykonawcza | reżyseria: Dariusz Glazer                  |
| 2014 | Jack Strong                                                                     | kierowniczka produkcji               | reżyseria: Władysław Pasikowski            |
| 2015 | Fale                                                                            | producentka wykonawcza               | reżyseria: Grzegorz Zariczny               |
| 2015 | Anatomia zła                                                                    | kierowniczka produkcji               | reżyseria: Jacek Bromski                   |
| 2016 | Jestem mordercą                                                                 | kierowniczka produkcji               | reżyseria: Maciej Pieprzyca                |
| 2016 | Królewicz Olch                                                                  | producentka wykonawcza               | reżyseria: Jakub Czekaj                    |
| 2017 | Cicha Noc                                                                       | producentka wykonawcza               | reżyseria: Piotr Domalewski                |
| 2017 | Bikini Blue                                                                     | producentka                          | reżyseria: Jarosław Marszewski             |
| 2017 | Najpiękniejsze fajerwerki ever                                                  | producentka                          | reżyseria: Aleksandra Terpińska            |
| 2018 | Users                                                                           | producentka                          | reżyseria: Jacek Bromski i Monika Zalewska |
| 2018 | Ukołysz mnie                                                                    | producentka                          | reżyseria: David Tejer                     |
| 2018 | Gość                                                                            | producentka                          | reżyseria: Sebastian Weber                 |
| 2018 | Tańczę dla ciebie                                                               | producentka                          | reżyseria: Katarzyna Lesisz                |
| 2018 | Sztangista                                                                      | producentka                          | reżyseria: Dmytro Sukholytkyy-Sobchuk      |
| 2018 | Relax                                                                           | producentka                          | reżyseria: Agnieszka Elbanowska            |
| 2018 | Pokój studentowi, tanio                                                         | producentka                          | reżyseria: Rafał Samusiuk                  |
| 2018 | Love 404                                                                        | producentka                          | reżyseria: Agata Baumgart                  |
| 2018 | Atlas                                                                           | producentka                          | reżyseria: Maciej Kowalski                 |
| 2018 | 53 wojny                                                                        | producentka                          | reżyseria: Ewa Bukowska                    |
| 2018 | 29                                                                              | producentka                          | reżyseria: Aleksandra Brożyna              |
| 2019 | Home Sweet Home                                                                 | producentka                          | reżyseria: Agata Puszcz                    |
| 2019 | Tak jest dobrze                                                                 | producentka                          | reżyseria: Marcin Sauter                   |
| 2019 | Synek                                                                           | producentka                          | reżyseria: Paweł Chorzępa                  |
| 2019 | Supernova                                                                       | producentka                          | reżyseria: Bartosz Kruhlik                 |
| 2019 | Story                                                                           | producentka                          | reżyseria: Jolanta Bańskowska              |
| 2019 | Re-cycle                                                                        | producentka                          | reżyseria: Mateusz Lenart                  |
| 2019 | Pustostan                                                                       | producentka                          | reżyseria: Agata Trzebuchowska             |
| 2019 | Ondyna                                                                          | producentka                          | reżyseria: Tomasz Śliwiński                |
| 2019 | Okno z widokiem na ścianę                                                       | producentka                          | reżyseria: Kobas Laksa                     |
| 2019 | Home Sweet Home                                                                 | producentka                          | reżyseria: Agata Puszcz                    |
| 2019 | Moje serce                                                                      | producentka                          | reżyseria: Damian Kocur                    |
| 2019 | Marcel                                                                          | producentka                          | reżyseria: Marcin Mikulski                 |
| 2019 | Koniec sezonu                                                                   | producentka                          | reżyseria: Stanisław Cuske                 |
| 2019 | Harda                                                                           | producentka                          | reżyseria: Marcin Polar                    |
| 2019 | Festyn                                                                          | producentka                          | reżyseria: Grzegorz Krawiec                |
| 2019 | Eastern                                                                         | producentka                          | reżyseria: Piotr Adamski                   |
| 2019 | Egzamin                                                                         | producentka                          | reżyseria: Bartosz Paduch                  |
| 2019 | 19¦91                                                                           | producentka                          | reżyseria: Emilia Śniegoska                |
| 2020 | Własne śmieci                                                                   | producentka                          | reżyseria: Daria Kopiec                    |
| 2020 | Trochę raju                                                                     | producentka                          | reżyseria: Andrzej Cichocki                |
| 2020 | We have one heart                                                               | producentka                          | reżyseria: Katarzyna Warzecha              |
| 2020 | Raisa                                                                           | producentka                          | reżyseria: Dorota Migas- Mazur             |
| 2020 | O człowieku, który kupił mleko                                                  | producentka                          | reżyseria: Jagoda Madej                    |
| 2020 | Chodźmy w noc                                                                   | producentka                          | reżyseria: Kamila Tarabura                 |
| 2020 | We Have One Heart                                                               | producentka                          | reżyseria: Katarzyna Warzecha              |
| 2020 | Monika W.                                                                       | producentka                          | reżyseria: Paulina Skibińska               |
| 2009 | Na północ od Kalabrii                                                           | kierowniczka produkcji               | reżyseria: Marcin Sauter                   |
| 2020 | Noamia                                                                          | producentka                          | reżyseria: Antonio Galdamez                |
| 2020 | Psy 3. W imię zasad                                                             | kierowniczka produkcji               | reżyseria: Władysław Pasikowski            |
| 2020 | Dad you've never had                                                            | producentka                          | reżyseria: Dominika Łapka                  |
| 2020 | Między nami                                                                     | producentka                          | reżyseria: Dorota Proba                    |
| 2021 | Braty                                                                           | producentka                          | reżyseria: Marcin Filipowicz               |
| 2021 | Jakoś to będzie                                                                 | producentka                          | reżyseria: Sylwester Jakimow               |
| 2012 | Offline                                                                         | producentka                          | reżyseria: Jan P. Matuszyński              |
| 2021 | Nic mnie w tobie nie przeraża                                                   | producentka                          | reżyseria: Justyna Nowak                   |
| 2021 | Synthiol                                                                        | producentka                          | reżyseria: Piotr Trojan                    |
| 2021 | Wiarołom                                                                        | producentka                          | reżyseria: Piotr Złotorowicz               |